# 木里非拟溪蟹
木里非拟溪蟹（学名：Aparapotamon muliense）为溪蟹科非拟溪蟹属的动物。在中国大陆，分布于四川等地，常生活于海拔2200米山坡草泥滩及山区溪流石块下以及或附近的大树、灌木的泥洞中。